# Humberstone- und Santa-Laura-Salpeterwerke

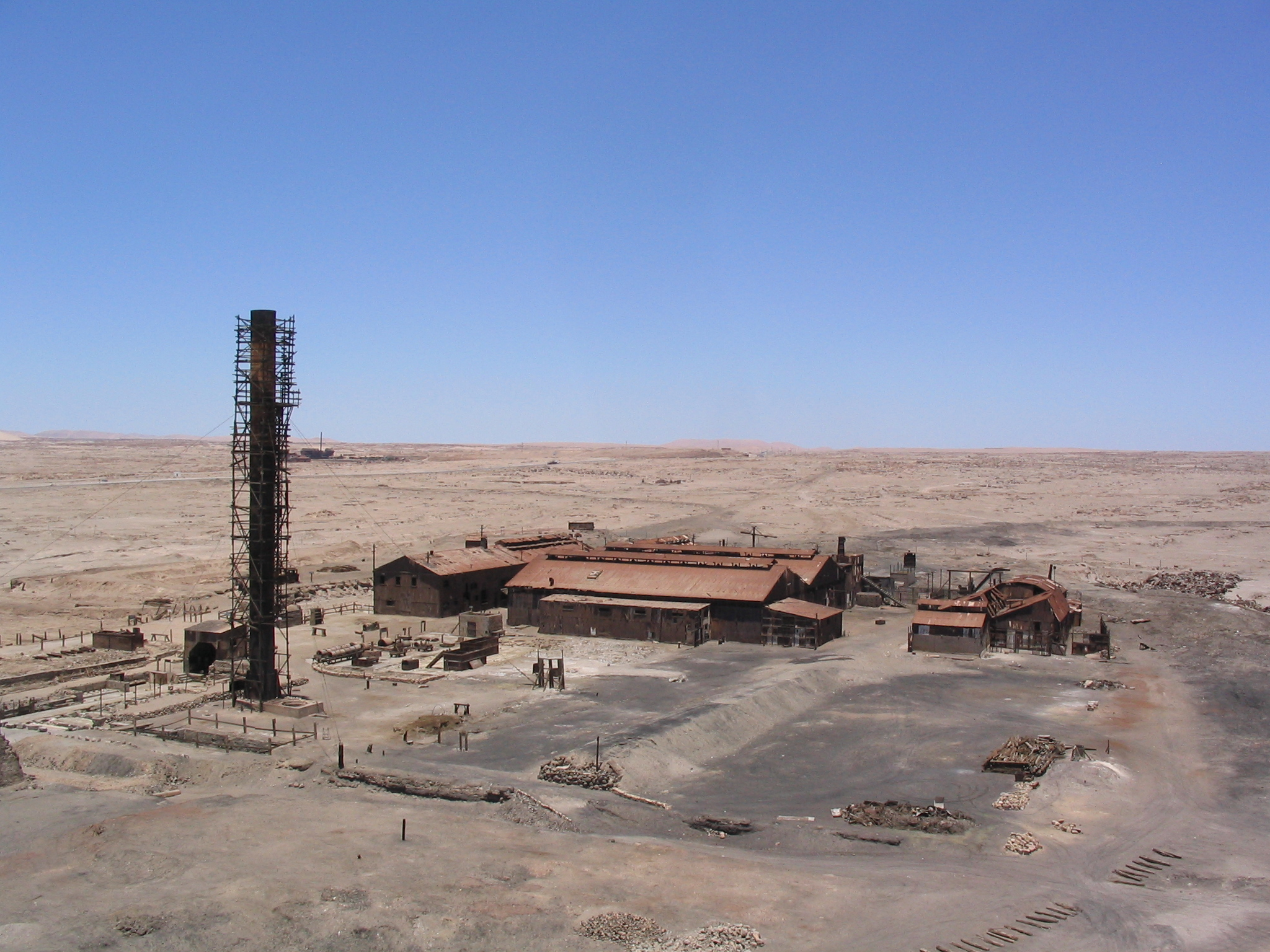
Ruine der Salpeterwerke von Humberstone

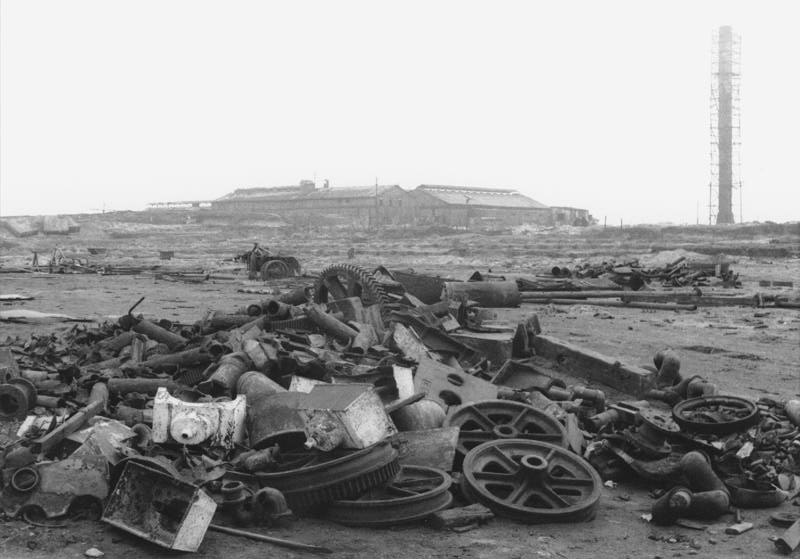
Humberstone, 1992

Die Humberstone- und Santa-Laura-Salpeterwerke sind zwei ehemalige Werke zum Abbau von Chilesalpeter, die sich in der Kommune von Pozo Almonte in der Región de Tarapacá in Chile befinden. Sie sind im Weltkulturerbe der UNESCO aufgelistet. Die Salpeterwerke in der Wüste sind seit 1961 dem Verfall ausgesetzt.
Beide Werke spiegeln die Pracht und den Kontrast wider, die Chile Ende des 19. und Anfang des 20. Jahrhunderts erlebte. Zu Glanzzeiten zählte Santa Laura 425 Einwohner, während in Humberstone mehr als 3500 Personen lebten.

## Geographie
Die Salpeterwerke liegen 48 km östlich von Iquique in der Región de Tarapacá in der Atacamawüste.

## Geschichte
Die Santa-Laura-Salpeterwerke wurden 1872 von der Nitratgewinnungsgesellschaft Guillermo Wendell gegründet. Damals gehörte die Region noch zu Peru. Im selben Jahr gründete James Thomas Humberstone die Compañía de Nitratos del Perú (Nitratgesellschaft von Peru) mit der Oficina La Palma. Seit 1883, nach dem Salpeterkrieg, gehört die Región de Tarapacá zu Chile. Bereits 1889 gehörten die Humberstone-Werke zu den größten Salpeterwerken in Chile. Anfang der 1920er Jahre brach der Salpetermarkt nach der Einführung der in Deutschland entwickelten Ammoniak-Synthese durch Fritz Haber und Carl Bosch zusammen. Viele Arbeiter wurden entlassen, um die Mine lebten damals bis zu 3700 Menschen. Die Salpeterwerke wurden zwar weiterbetrieben, da aber der Absatz von Salpeter immer schwieriger wurde, wurde Humberstone 1961 geschlossen. Ein ähnliches Schicksal erfuhren auch die Santa-Laura-Salpeterwerke, die 1960 die Tore schließen mussten.
Heute sind die beiden Werke Geisterstädte, die dem rauen Klima der Atacamawüste ausgesetzt sind. Auch der Diebstahl von Holzbalken trug viel zur Zerstörung bei. Einige der Gebäude sind akut einsturzgefährdet. Die rostigen großen Industriekomplexe sind inzwischen ein beliebtes Touristenziel in der Wüste. Es gibt dort ein Freilichtmuseum.
Am 16. Januar 1970 wurden die Werke zu nationalen Monumenten Chiles erklärt. Im Juli 2005 wurden beide Werke zum Weltkulturerbe der UNESCO deklariert und gleichzeitig auf die Liste des gefährdeten Welterbes gesetzt. Im Jahr 2019 entschied das Welterbekomitee auf seinem 43. Meeting die Stätte wieder von der Liste zu entfernen, da zwischenzeitlich Maßnahmen zur Besserung der Situation wie beispielsweise die Einführung einer Bewachung sowie die Festlegung von Schutzzonen und die Entwicklung einer Schutzstrategie getroffen wurden.

## Bildergalerie

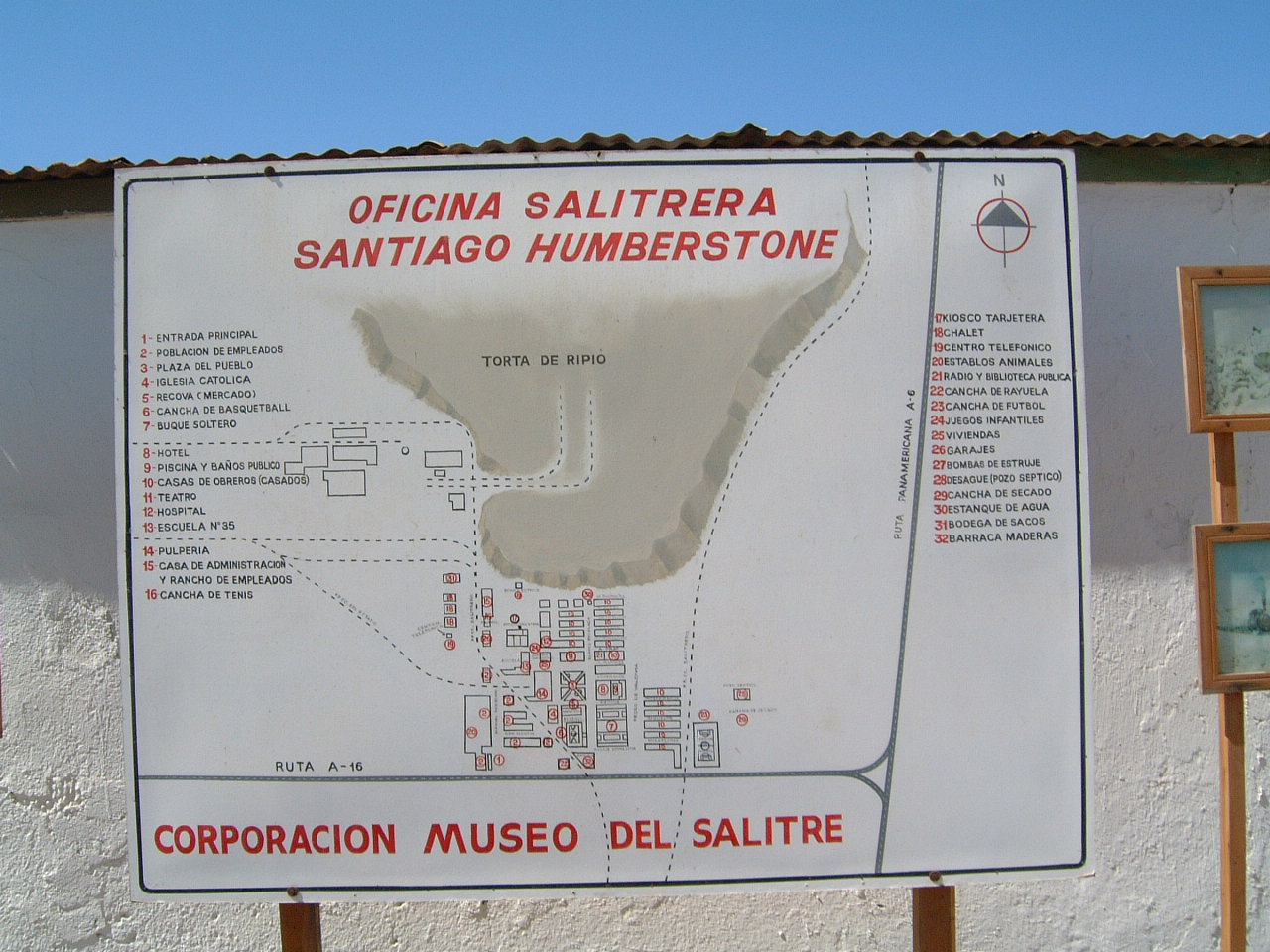
Eingang zu Humberstone
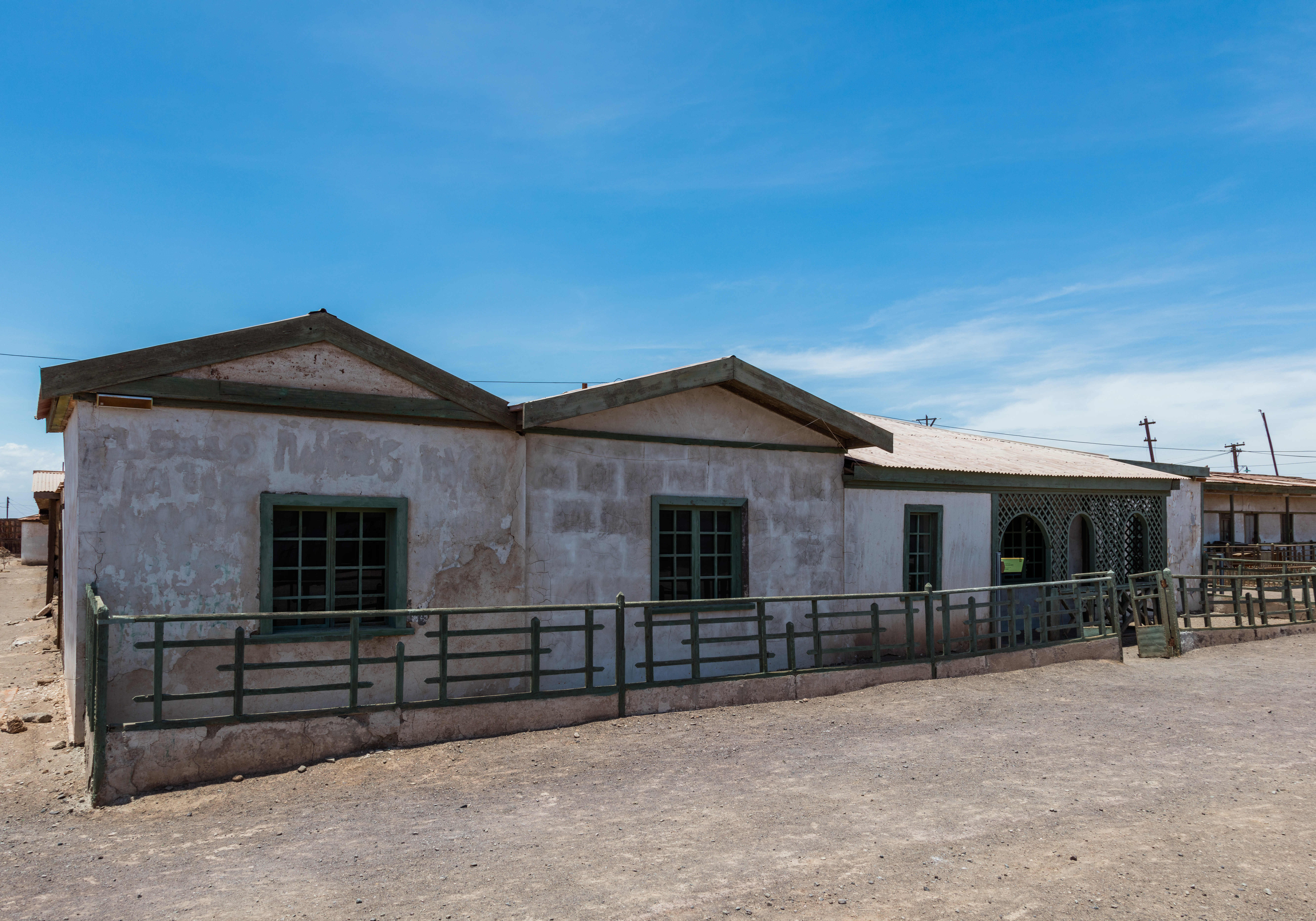
Arbeiterwohnungen
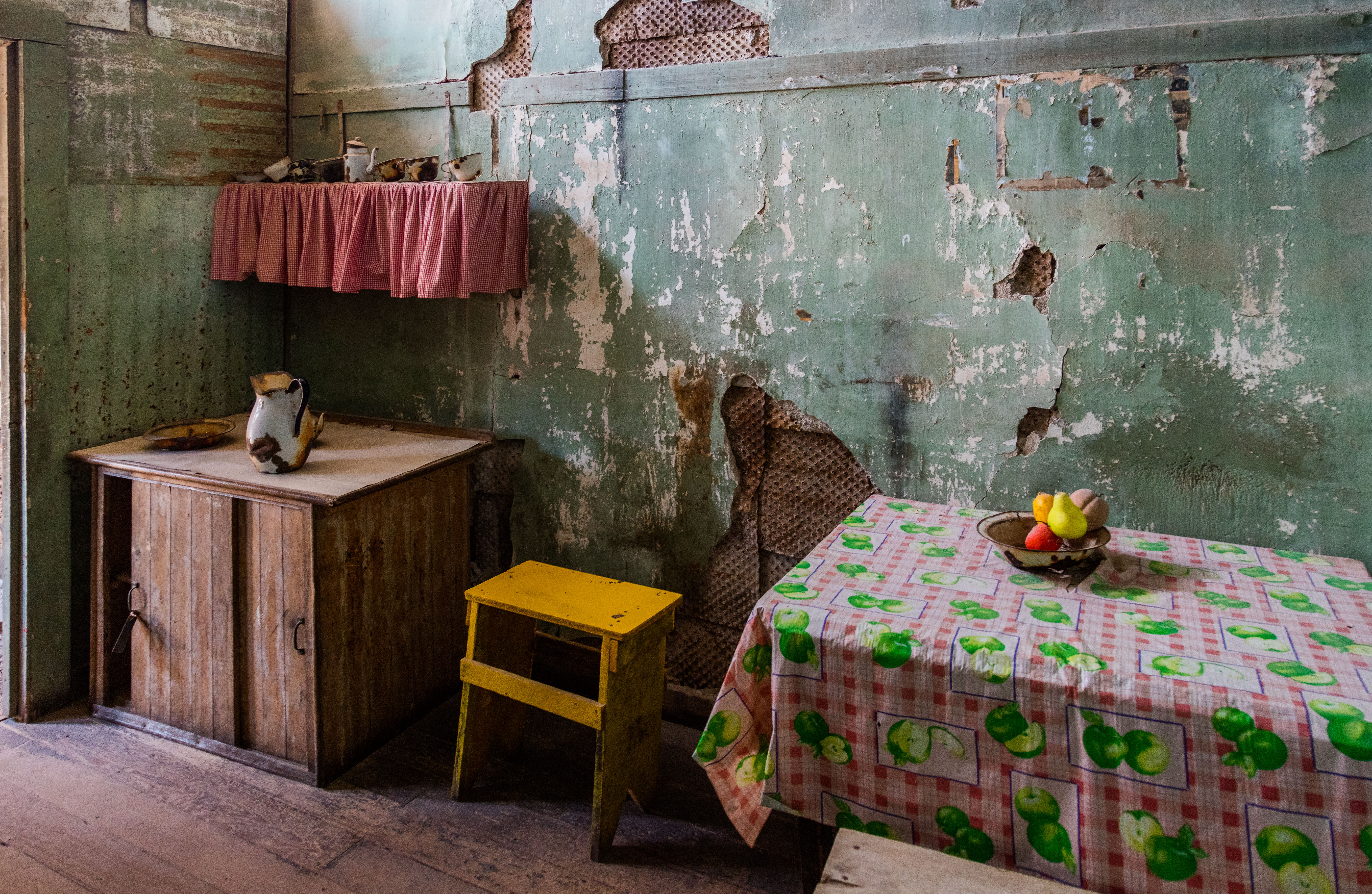
Arbeiterwohnungen
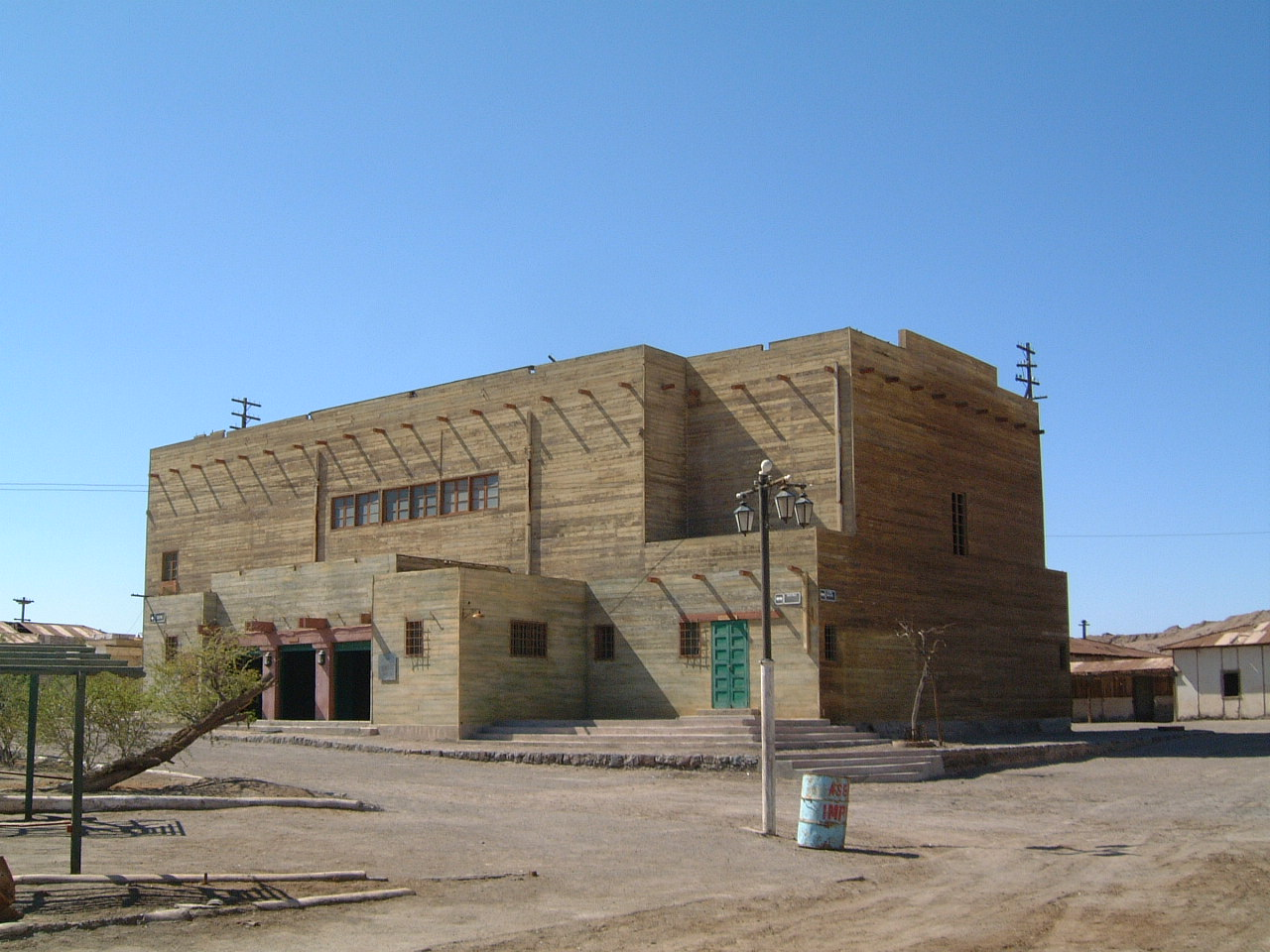
Theater
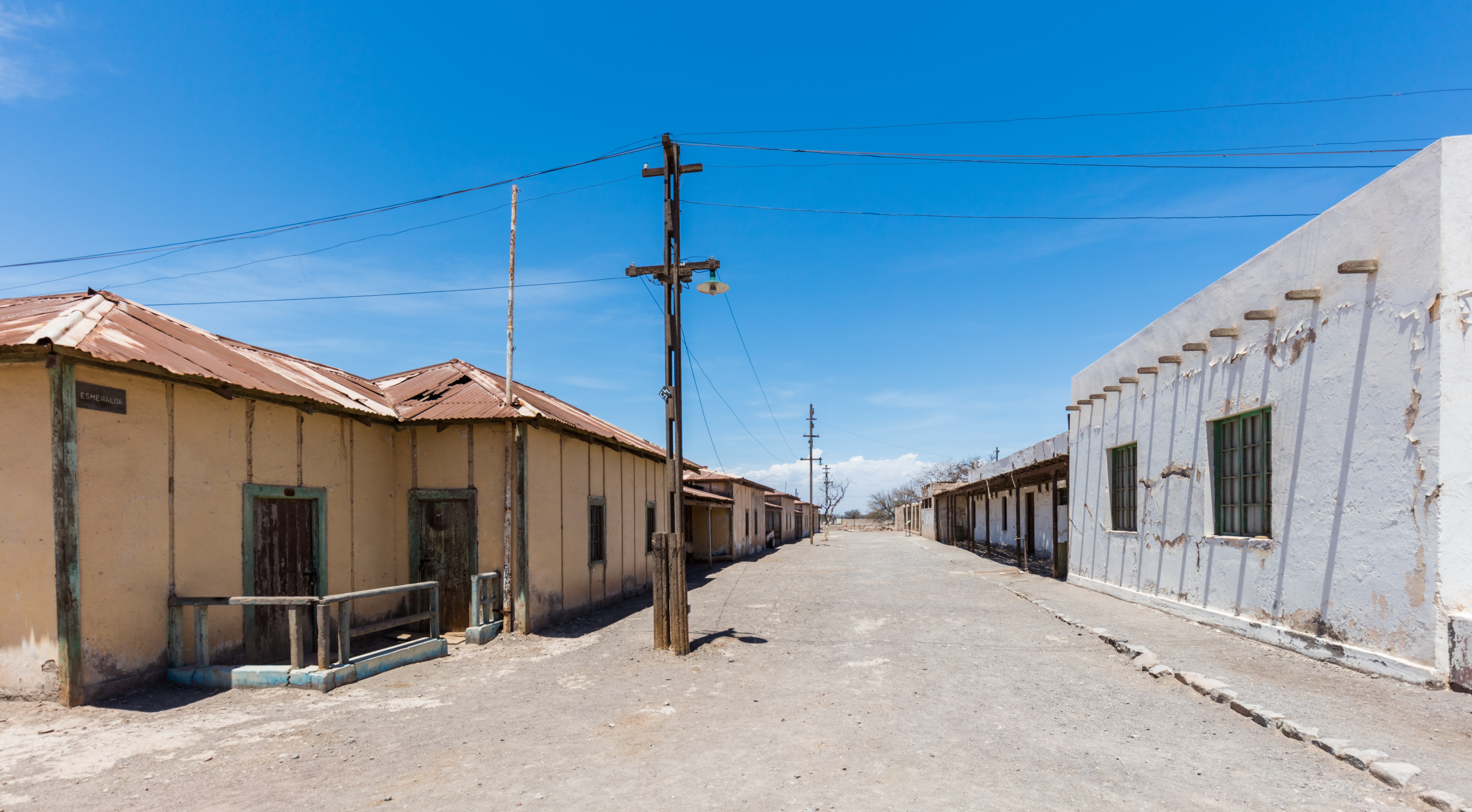
Straße
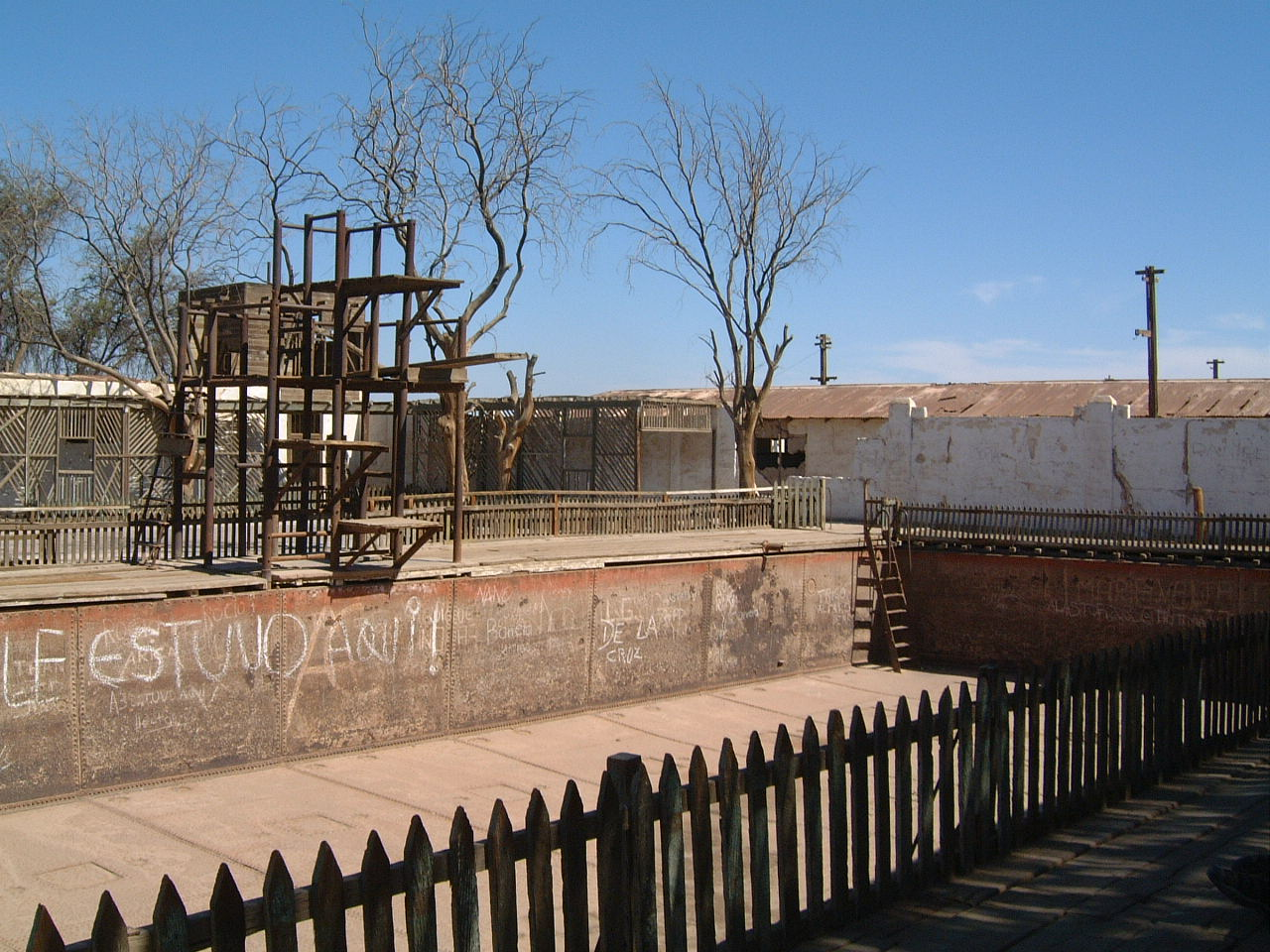
Schwimmbecken
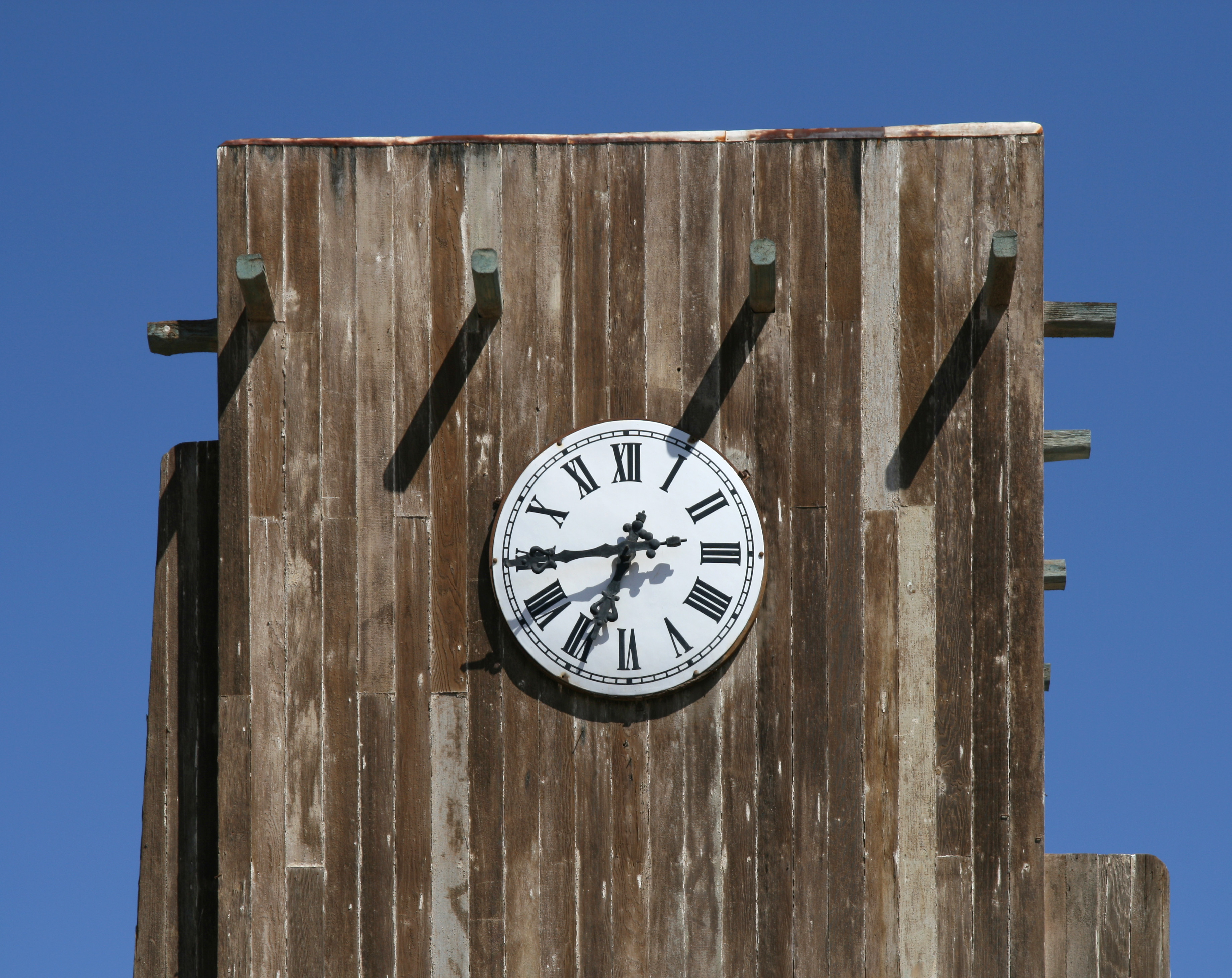
Turm mit Uhr

## Film und Fernsehen
Die Stadt diente als Drehort für die Folge Willkommen in Humberstone der Fernsehserie Auf Achse und für eine Folge der Fernsehserie Jolly Joker.